# Ḏ
La D con macron suscrito (Mayúscula: Ḏ minúscula: ḏ), es una letra adicional formada a partir de un D diacrítico por una macron suscrita.

## Uso
Se utiliza en la escritura del Idioma koalib, idioma murle y en la transcripción de lenguas semíticas donde representa una fricativa dental sonora /ð/ escrita ‹ ד › en hebreo y ‹ ﺫ › en escritura arábe. También se utiliza en la escritura de dhagu-djangu, gumatj, nobonob, nunggubuyu  y tewa. No debe confundirse con la D con línea suscrita 'D̲, d̲'.

## Codificación
| Carácter      | Ḏ                                      | Ḏ                                      | ḏ                                    | ḏ                                    |
| ------------- | -------------------------------------- | -------------------------------------- | ------------------------------------ | ------------------------------------ |
| Unicode       | LATIN CAPITAL LETTER D WITH LINE BELOW | LATIN CAPITAL LETTER D WITH LINE BELOW | LATIN SMALL LETTER D WITH LINE BELOW | LATIN SMALL LETTER D WITH LINE BELOW |
| Codificación  | decimal                                | hex                                    | decimal                              | hex                                  |
| Unicode       | 7694                                   | U+1E0E                                 | 7695                                 | U+1E0F                               |
| UTF-8         | 225 184 142                            | E1 B8 8E                               | 225 184 143                          | E1 B8 8F                             |
| Ref. numérica | &#7694;                                | &#x1E0E;                               | &#7695;                              | &#x1E0F;                             |